# Elecciones vicepresidenciales de Ecuador de 1890
Elección del vicepresidente constitucional de la república al concluirse el periodo constitucional de Pedro José Cevallos.

## Candidatos
| Partido | Partido                         | Vicepresidente                           | Cargos Previos                                                                     | Votos  | %     |
| ------- | ------------------------------- | ---------------------------------------- | ---------------------------------------------------------------------------------- | ------ | ----- |
|         | Partido Conservador Ecuatoriano | Pablo Herrera González                   | Ministro del Interior y Relaciones Exteriores (1864 - 1865) / (1869) (1883 - 1884) | 16.313 | 51.76 |
| Liberal | Liberal                         | Manuel Ángel Larrea Donoso de la Carrera | Marqués de San José                                                                | 15.203 | 48.24 |

Fuente: